# 息解派
息解派，是藏传佛教宗派之一，是从印度僧人帕丹巴桑结（？—1117年）流传下来。息解派形成于公元11世纪。 息解的意思是能寂、止息，指修行者依靠对佛经的认识和苦修，能够达到停止生死轮回，做到息灭苦恼及其根源。息解派以荒山老林、坟墓、葬场等一些人迹罕至之地苦修场所。

## 息解派的灭亡
《土观宗派源流》记载，帕丹巴桑杰，於印度得大成就后，五次进西藏传授息解派，在西藏培养了数个弟子。帕丹巴桑杰在1097年就曾在定日建过一座寺院，公元11世纪，息解派进入鼎盛时期，到了14世纪时，息解派已拥有几座寺院，并在西藏地区一度有了一定的发展，到15世纪初，由于缺少社会上层的政治力量支持，逐渐衰微，最终完全消失。息解派虽然不复存在，但是它的部分教义及其修行仪轨，则被其它藏传佛教宗派所吸收，至今仍在藏族地区流传。

## 息解派的教法
息解派的教法有前、中、后三传，即帕丹巴桑结在三个时期向不同的藏族人传授了息解派的三种教法。据说，前传传给喇穹沃色；中传传给玛·却吉普饶、索穷·根敦拔、冈·意希坚赞等，而冈·意希坚赞又分出上传和下传；后传传给降森贡嘎、巴擦贡巴年、杰哇登内等。 

## 息解派的传说
- 传说因创始人瑪吉拉準是女性，息解派的信奉者中，女性占有很大比重。她（他）们诵颂“泉经”，泉水边便是她（他）们的主要修炼场所。

- 传说该派的帕丹巴桑结为了使弟子懂得什么是产生烦恼的根源，甚至采取舍身的做法，以断除烦恼。